# مطار أوزفالدو فييرا الدولي
مطار أوزفالدو فييرا الدولي (بالإنجليزية: Osvaldo Vieira International Airport)‏، (إياتا: OXB، إيكاو: GGOV)، هو مطار دولي يقع في بيساو، عاصمة دولة غينيا بيساو. المطار الدولي الوحيد في هذه الدولة. يوجد بالمطار مدرج واحد باتجاه 03/21، وبطول 3200 متر، ويعتبر هذا المدرج واحد من المدارج الثلاثة المعبدة الموجودة في غينيا بيساو.

## تاريخ
خلال حرب الاستقلال في غينيا بيساو، استعمل المطار من قبل سلاح الجو البرتغالي
في يونيو 1998، تم اغلاق المطار بسبب القتال الدائر في بيساو، وتم الإعلان عن فتحه مجدداً في يوليوز 1999، عندما حطت به طائرة تابعة لـتاب برتغال على متنها رئيس الوزراء فرانسيسكو فضل مع العديد من الشخصيات الأخرى من كل من البرتغال وغينيا بيساو.

## الخطوط الجوية والوجهات
| شركـات طيـران           | الوجهات                                                                             |
| ----------------------- | ----------------------------------------------------------------------------------- |
| إير كوت ديفوار          | مطار أبيدجان الدولي، مطار بليز دياغني الدولي                                        |
| الخطوط الجوية السنغالية | مطار بانجول الدولي، مطار بليز دياغني الدولي                                         |
| أسكاي                   | مطار كوناكري الدولي، مطار بليز دياغني الدولي، مطار لومي، مطار نيلسون مانديلا الدولي |
| euroAtlantic Airways    | مطار لشبونة                                                                         |
| الخطوط الملكية المغربية | مطار محمد الخامس الدولي                                                             |
| تاب برتغال              | مطار لشبونة                                                                         |
| Transair                | مطار بليز دياغني الدولي، مطار نيلسون مانديلا الدولي                                 |